# Ilenia Pastorelli
Ilenia Pastorelli  (Roma, 24 de diciembre de 1985) es una actriz italiana de cine y televisión. En 2016, por su participación en su película debut They Call Me Jeeg, recibió el premio David de Donatello como mejor actriz. Después de participar en varias producciones de cine y televisión en su país natal, protagonizó en 2022 el filme Occhiali neri de Dario Argento.

## Filmografía

### Televisión
- Grande Fratello 12 (Canale 5, 2011)
- Stracult (Rai 2, 2016)

### Cine
- They Call Me Jeeg Robot, de Gabriele Mainetti (2015)
- Niente di serio, de Laszlo Barbo (2017)
- Blessed Madness, de Carlo Verdone (2018)
- Cosa fai a Capodanno?, de Filippo Bologna (2018)
- All You Need Is Crime, de Massimiliano Bruno (2019)
- Brave ragazze, de Michela Andreozzi (2019)
- Four to Dinner, de Alessio Maria Federici (2021)
- Occhiali neri, de Dario Argento (2022)
- Quattro metà, de Alessio Maria Federici (2022),